# Jerman Witte
Jerman Witte, född 1600-talet, död mellan 1725–1726, var en svensk handelsman, riksdagsledamot och politiker.

## Biografi
Jerman Witte föddes på 1600-talet. Han arbetade som handelsman i Karlskrona. Han avled mellan 1725 och 1726.
Witte var riksdagsledamot för borgarståndet i Karlskrona vid riksdagen 1723.